# Centre d’art et de diffusion Clark
Le centre d’art et de diffusion Clark est un organisme sans but lucratif, fondé à Montréal en 1988, il est géré par un collectif de quelque 50 artistes et travailleurs culturels. Il est membre du Réseau art actuel, porté par le Regroupement des centres d’artistes autogérés du Québec. Forcé de déménager en 2001, le centre Clark occupe depuis un espace dans le quartier Mile-End.

## Historique
En 2006, le Centre d’art et de diffusion Clark est déclaré organisme porteur par le Conseil des arts et des lettres du Québec. Son fonctionnement est soutenu par cette institution gouvernementale pour son fonctionnement depuis 2003.
En 2012-2013, le Centre Centre d’art et de diffusion Clark coordonne le projet de résidence Montréal / Brooklyn réunissant 16 institutions montréalaises et brooklynoises et près de 40 artistes.
En 2014, le Centre est finaliste du Grand Prix du Conseil des arts de Montréal qui reconnaît « son impact majeur en tant que pilier du milieu des arts visuels montréalais ».
Depuis 2019, le Centre Centre d’art et de diffusion Clark offre le programme de résidence aux artistes et commissaires autochtones, en collaboration avec l'Indigenous Curatorial Collective/Collectif de commissaires autochtones (IC/CA).
Les artistes membres les plus connus sont : Caroline Monnet, Marie-Claude Bouthillier, Sylvie Cotton et Valérie Blass.